# Voorlopercel

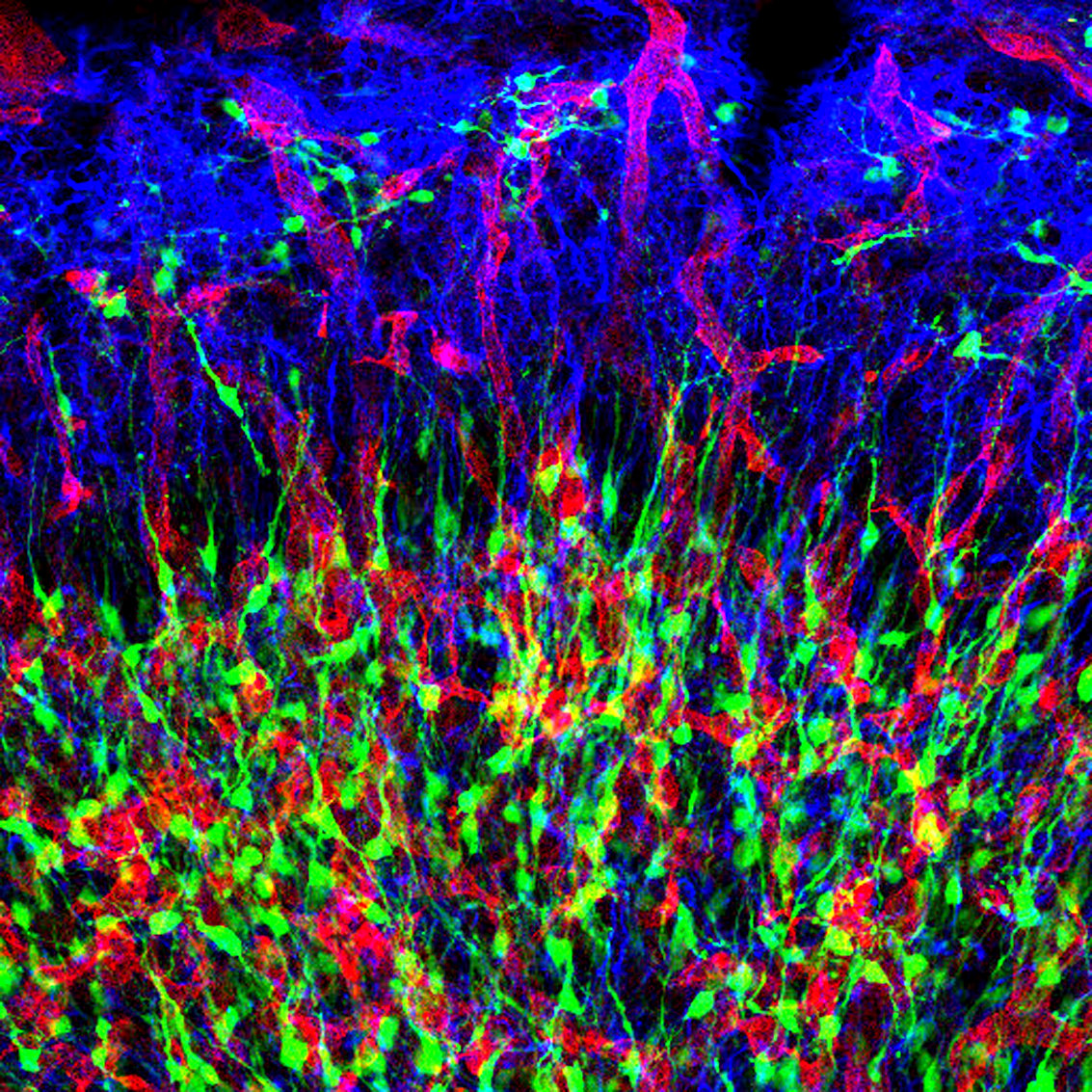
Neurale voorlopercellen (groen) in reukkolf met astrocyten (blauw).

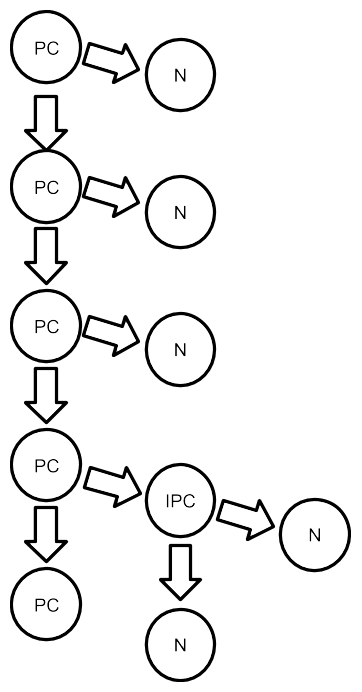
Voorbeeld van het delingspatroon van een voorlopercel (PC) dat resulteert in de productie van een tussenliggende voorlopercel (IPC). Beide cellen produceren later één of twee neurale cellen (N).

Voorlopercellen of progenitorcellen zijn onrijpe en ongedifferentieerde cellen. Voorlopercellen hebben veel gemeen met stamcellen maar de definitie is veel ruimer en ze verschillen op een aantal punten, met name de differentiatie en celdeling. Voorlopercellen kunnen alleen differentiëren tot hun "doelceltype". Het belangrijkste verschil tussen stamcellen en voorlopercellen is dat stamcellen zich onbeperkt kunnen vermenigvuldigen, terwijl voorlopercellen zich slechts een beperkt aantal keren kunnen delen.
Voorlopercellen komen voornamelijk voor bij dieren, na de geboorte.

## Eigenschappen
De meeste voorlopercellen worden geïdentificeerd als oligopotent, die maar in een paar celtypen kunnen differentiëren. In dit opzicht kunnen ze vergeleken worden met volwassen stamcellen, maar er wordt gezegd dat de voorlopercellen zich in een verder stadium van celdifferentiatie bevinden. Ze bevinden zich "halverwege" tussen stamcellen en volledig gedifferentieerde cellen. Het soort potentie dat ze hebben, hangt af van het type stamcel van hun ‘ouder’ en ook van hun niche. Uit sommige onderzoeken is gebleken dat voorlopercellen mobiel zijn en dat deze voorlopercellen door het lichaam kunnen bewegen en naar het weefsel kunnen migreren waar ze nodig zijn.[4] Veel eigenschappen worden gedeeld door volwassen stamcellen en voorlopercellen.